# Saint-Lambert (Yvelines)
Saint-Lambert è un comune francese di 435 abitanti situato nel dipartimento degli Yvelines nella regione dell'Île-de-France.

## Società

### Evoluzione demografica
Abitanti censiti